# 1 Pułk Piechoty Legionów

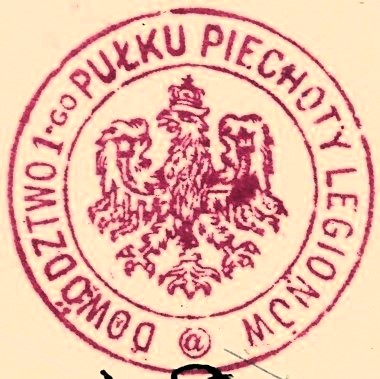
Odcisk pieczęci dowództwa pułku w 1921

1 Pułk Piechoty Legionów Józefa Piłsudskiego (1 pp Leg.) – oddział piechoty Wojska Polskiego II RP w latach 1918–1939.

## Geneza
1 pułk piechoty Legionów był najstarszym pułkiem Wojska Polskiego II RP. Swoimi tradycjami nawiązywał do 1 Kompanii Kadrowej, która 6 sierpnia 1914 wkroczyła do Królestwa Polskiego z terenu Galicji oraz 1 pułku piechoty, który w latach 1914–1917 wziął udział w krwawych walkach pod Łowczówkiem, Tarłowem, czy Kostiuchnówką.

## Wojna polsko-bolszewicka
1 pułk piechoty Legionów został utworzony w listopadzie 1918 odrębnie w dwóch miejscach: w Jabłonnie i w Radymnie. W grudniu 1919 jego batalion zapasowy rozwinął się w Jabłonnie. Następnie pułk brał udział w walkach z bolszewikami. W 1919 wyzwalał Wilno, walczył na Wileńszczyźnie i Białorusi. Zimą 1920 uczestniczył wspólnie z wojskami łotewskimi w bitwie o Dyneburg. Na wiosnę brał udział w wyprawie na Kijów. Jednak kontrofensywa sowiecka zmusiła siły polskie do odwrotu. Pułk powstrzymywał m.in. oddziały 1 Armii Konnej Siemiona Budionnego.
Wczesnym rankiem 2 czerwca grupa uderzeniowa 1 pp Leg. zaatakowała miasto Boryspol, gdzie sowiecka 58 Dywizja Strzelców przygotowywała się do ataku. Choć liczebnie sowiecka jednostka przewyższała polską grupę uderzeniową, oddziałom polskim udało się zaskoczyć Sowietów, którzy po krótkiej potyczce wycofali się na wschód. Po zdobyciu rosyjskich magazynów Polacy powrócili do Kijowa. Mimo że straty po obu stronach były niskie, polski atak zakłócił przygotowania grupy sowieckiej, dowodzonej przez Jonę Jakira, do uderzenia na przyczółek. Jednak dalsza ofensywa sowiecka spowodowała, że wojska polskie wycofały się z Kijowa 13 czerwca 1920 roku.
Po odejściu 6 Dywizji Piechoty do grupy gen. Romera, zadanie ubezpieczenia południowego skrzydła 3 Armii przejęła grupa podpułkownika Stefana Dąba-Biernackiego (Grupa Wasylków). W jej składzie walczył między innymi 1 pułk piechoty Legionów. W południe 20 czerwca kolumna 1 pułku piechoty Legionów osiągnęła Słobodę Baranówkę i nawiązała łączność z pododdziałami 12 pułku piechoty rozmieszczonego w Słobodzie Zielenicy. Dowódca grupy płk Stefan Dąb-Biernacki polecił dowódcy 1 pp Leg. kpt. Janowi Kruszewskiemu wysłać do Suchej Woli dwie kompanie z zadaniem przeprowadzenia rozpoznania. Około 16.00 wzmocnione dwoma plutonami ckm-ów kompanie pod wspólnym dowództwem por. Stefana Holinkowskiego rozpoczęły marsz. Szpicę czołową stanowiła 6 kompania podporucznika Franciszka Sobolty. Za nią maszerowała kompania 5 porucznika Nacewicza. Pod wsią kompanie rozwinęły się w tyralierę i podeszły pod zabudowania. Wtedy kawaleria Budionnego otworzyła zmasowany ogień z broni strzeleckiej i czterech dział, a chwilę potem z obu skrzydeł ruszyła szarża kilku szwadronów 21 pułku kawalerii. Mimo zaskoczenia, wykorzystując ogień zaporowy swoich karabinów maszynowych, por. Holinkowski zdołał zebrać obie kompanie na pobliskim wzgórzu. Ustawione w czworobok kompanie zaczęły wycofywać się na Słobodę Baranówkę. Na polu walki pozostały obsługi ckm, prawie całkowicie wybite przez Kozaków. W czasie odwrotu duże straty zadawał Polakom ogień cekaemów na taczankach i szarże kawalerii. Broniono się bagnetami i granatami. Ciężko ranny por. Stefan Holinkowski, popełnił samobójstwo. Zgromadzone w lasku i w samotnej zagrodzie resztki obu kompanii pod dowództwem podporucznika Chmury stawiły zdeterminowany opór. Z pomocą pospieszyły im dwie kompanie I batalionu 1 pp Leg. wsparte ogniem II/1 pułku artylerii polowej Legionów. Sowiecka kawaleria została zmuszona do odwrotu.
1 sierpnia I Brygada Piechoty Legionów obsadziła front od Płaszewa do Ochmatkowa. Rubieży Kopań-Dublany bronił 1 pp Leg. pod dowództwem kpt. Stanisława Kozickiego wzmocniony II/1 pap Leg. Po południu, przerzucone spod Łucka oddziały sowieckiej 24 Dywizji Strzelców uderzyły od północy i wschodu na słabe szwadrony 3 pułku ułanów i wyparły je z zajmowanych pozycji. 1 szwadron wycofał się ze Swiszczowa i dołączył pod Dublanami do lewego skrzydła 1 pułku piechoty Legionów. Na odsłonięte skrzydło kpt. Stanisław Kozicki wysłał 5 i 8 kompanię, a odwodowym III batalionem wsparł 3 pułk ułanów. Wieczorem dowódca dywizji płk Stefan Dąb-Biernacki postawił zadanie dowódcy 1 pp Leg. kpt. Kozickiemu do kontrataku w kierunku na Swiszczów – Kniahinin, w celu odzyskania utraconych przez polskich ułanów stanowisk. Przydzielił mu do dyspozycji batalion 8 pułku piechoty Legionów, a wsparcie artyleryjskie zapewnić miały 1 i 5 baterie 1 pap Leg. W sumie grupa uderzeniowa liczyła około 2500 żołnierzy i 60 ckm-ów. Natarcie ruszyło jeszcze przed świtem. Od zachodu na Perekale – Kniahinin uderzył III batalion ppor. Henryka Gorgonia, natomiast oddział w składzie 5, 8 i 2 kompania pod dowództwem kpt. Zygmunta Wendy uderzał od południa i zachodu na Swiszczów. Walkę rozpoczęła 8 kompania ppor. Władysława Orlika-Broniewskiego wsparta 1/3 p.uł. i po godzinnym boju wyrzuciła ze Swiszczowa sowiecki batalion 214 pułku strzelców. Pozostawiwszy w nim spieszonych ułanów, kompania podeszła pod Kniahinin i obsadziła wzgórza na południowy wschód od wioski. W godzinach rannych Sowieci kontratakowali wzdłuż drogi Kniahinin – Swiszczów. Odparła go odwodowa 5 kompania, a godzinę później do wali włączyła się 9 kompania. W tym czasie pozostałe trzy kompanie ppor. Henryka Gorgonia walczyły o Perekale, które zdobyto dopiero około godz. 7.00. Sowieci wycofali się na wzgórza na wschód od Kniahinina i Swiszczowa i rozpoczęli ostrzał wiosek ogniem artylerii i broni maszynowej. W południe na wioski uderzyła piechota z 214, 215 i 216 pułków strzelców oraz kozacy z 79 i 80 pułków kawalerii. Siły sowieckie oceniono na około 2700 żołnierzy. Po pięciu godzinach walki i niemal całkowitym wyczerpaniu amunicji III/1 pp Leg. wycofał się na zachodni brzeg Styru. Nie pomógł kontratak 2 kompanii ppor. Andrzeja Wasiutyńskiego. Wyczerpane walką obie strony zaprzestały walki. Perekale i Kniahinin chwilowo pozostały w rękach Sowietów. Wieczorem baterie 1 pułku artylerii polowej Legionów ostrzelały Kniahinin. Sowieci wycofali się z miejscowości.
Podczas sierpniowej ofensywy wojsk polskich pułk wyzwolił Drohiczyn, Białystok (bitwa białostocka 22 sierpnia), następnie walczył o Lidę. Walki zakończył 18 października pod Radoszkowiczami. 3 grudnia 1920 sztandar pułku został udekorowany przez marszałka Józefa Piłsudskiego Krzyżem Srebrnym Orderu Wojskowego Virtuti Militari nr 2967.

### Mapy walk pułku

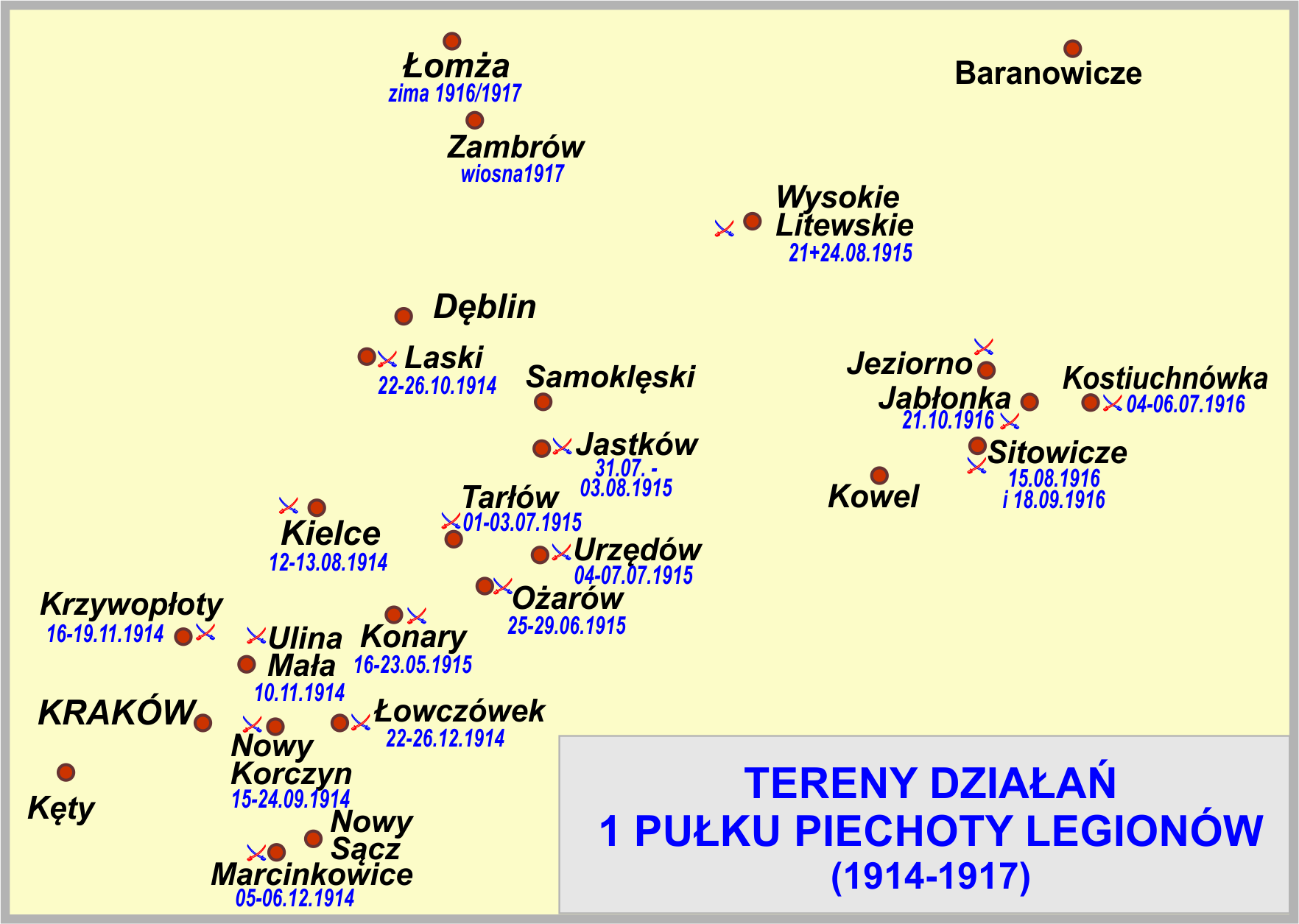
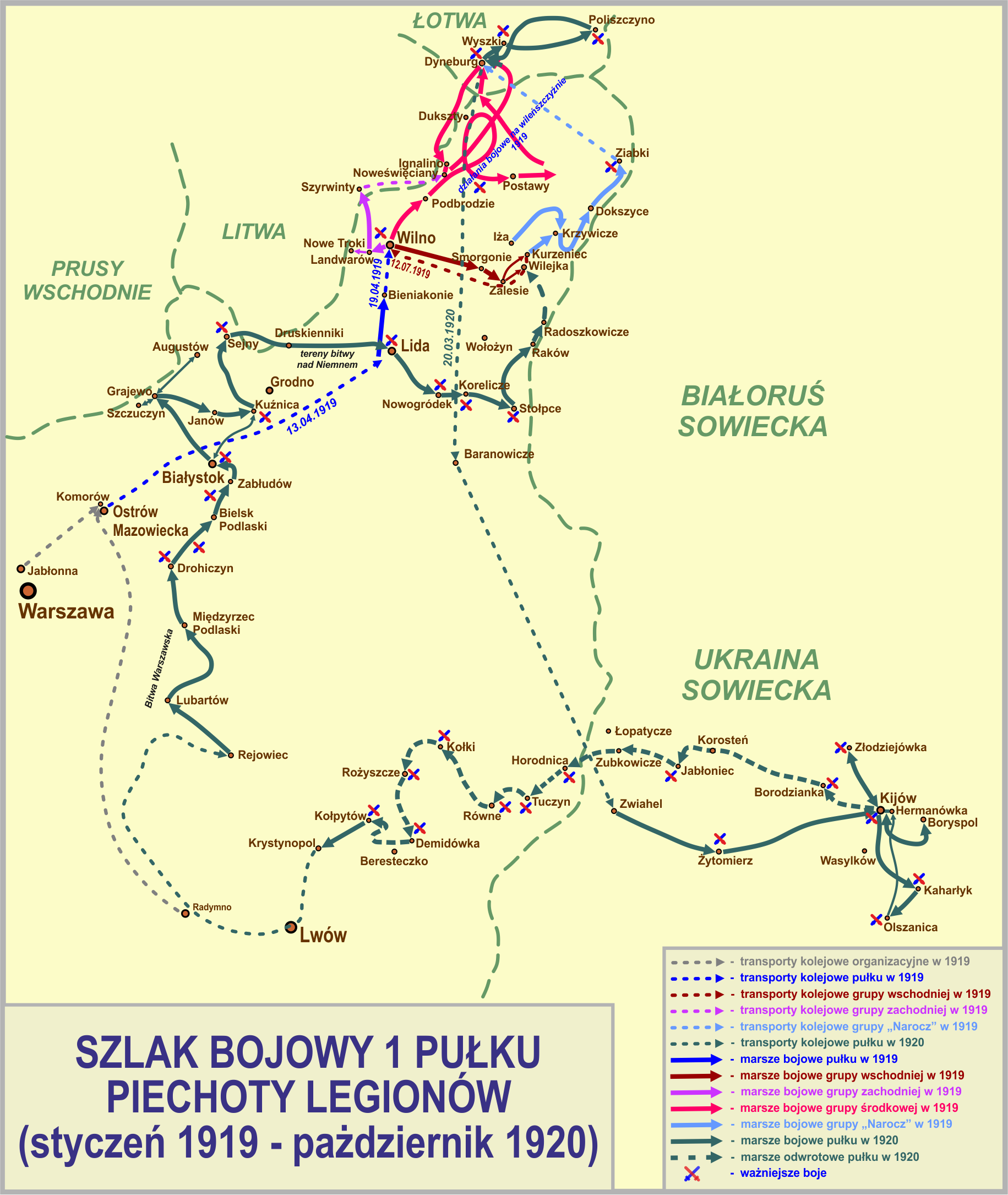
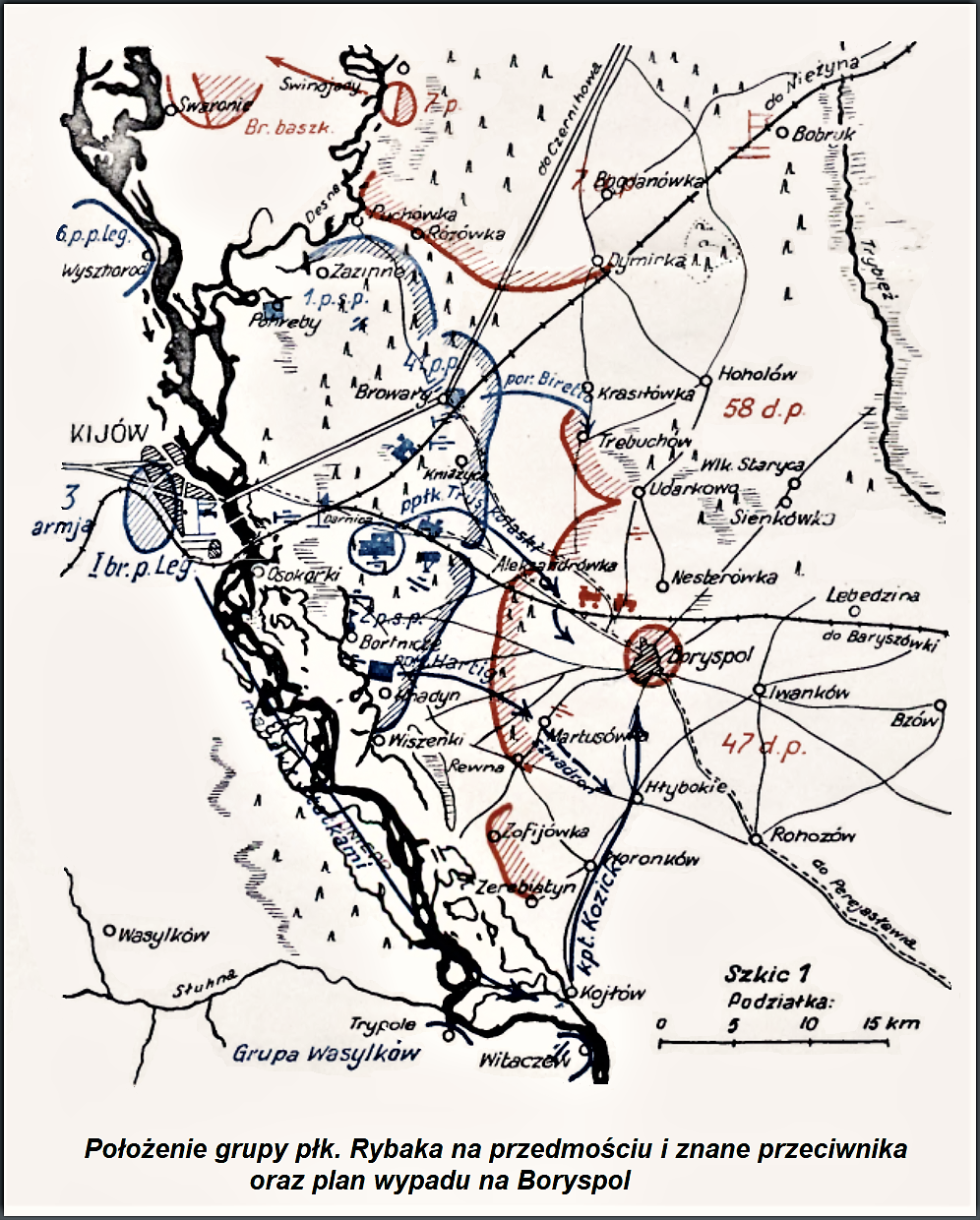
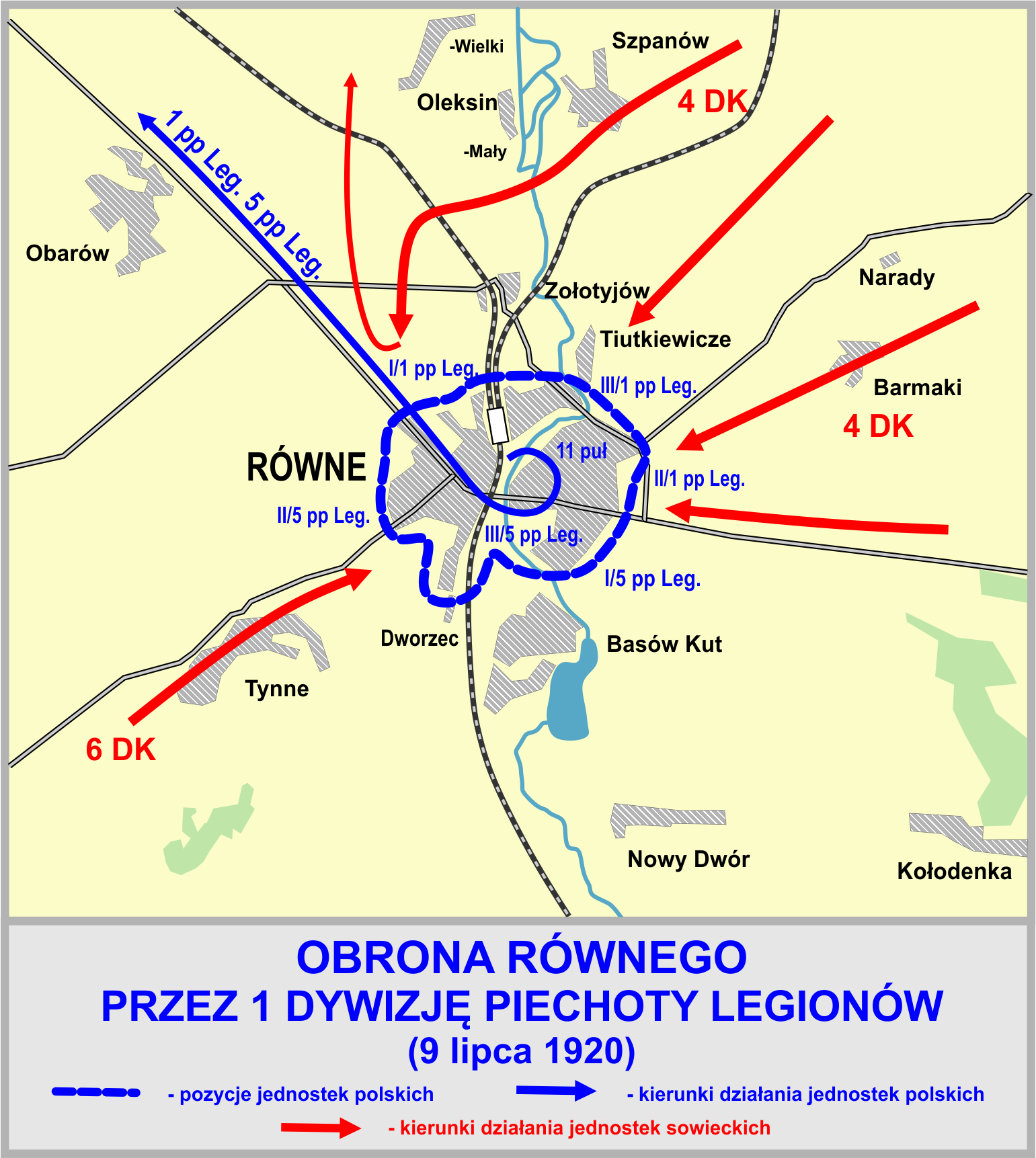
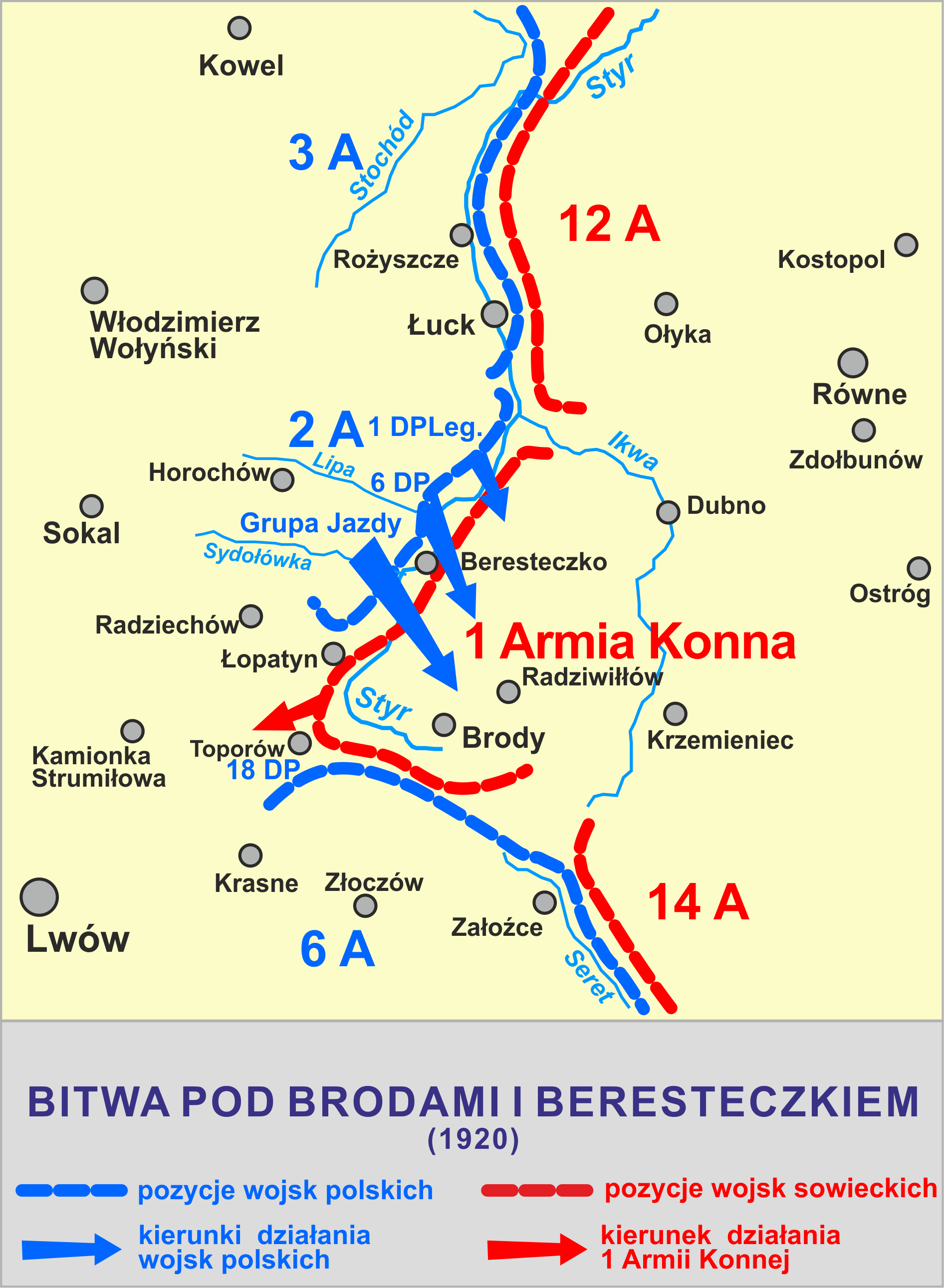
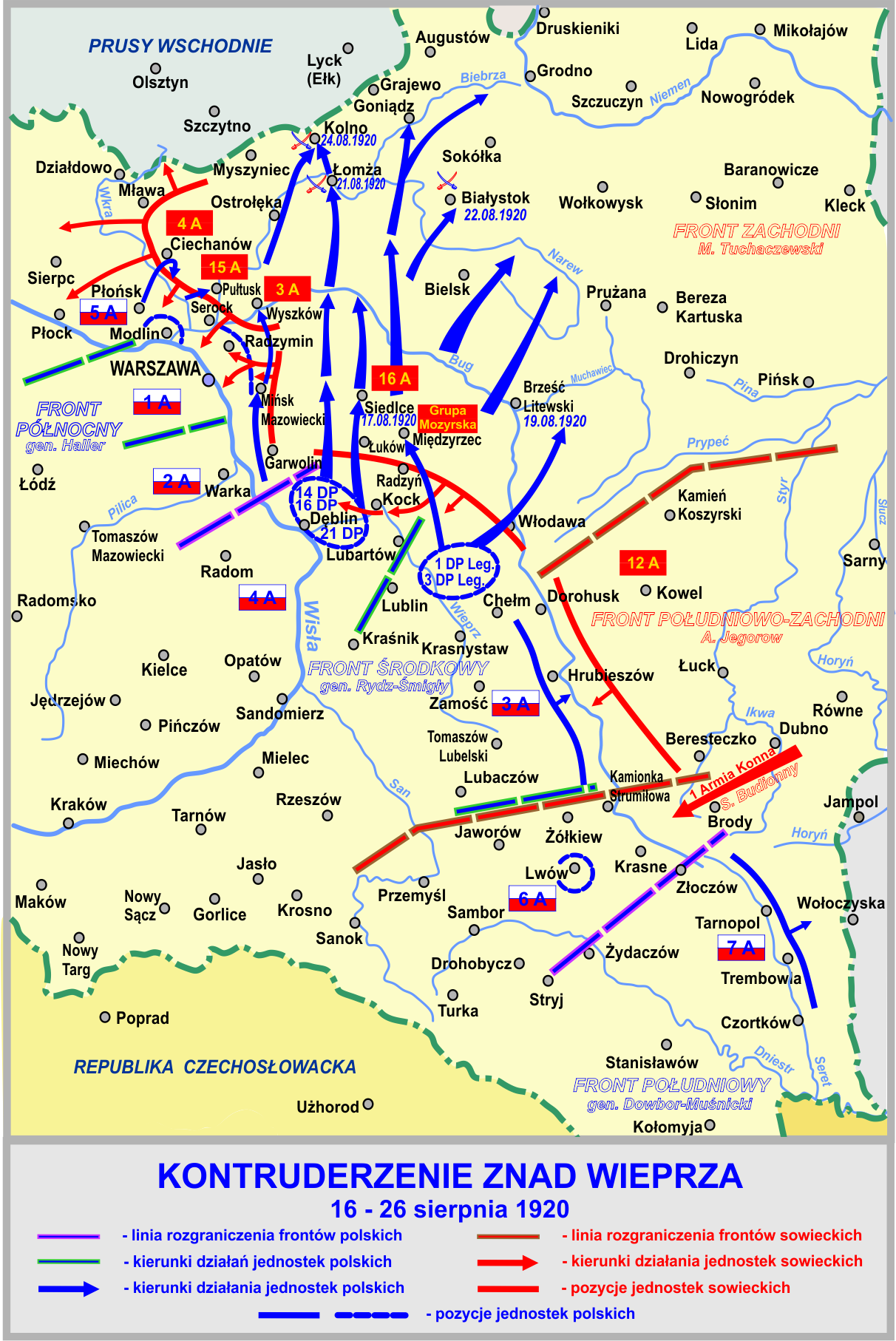
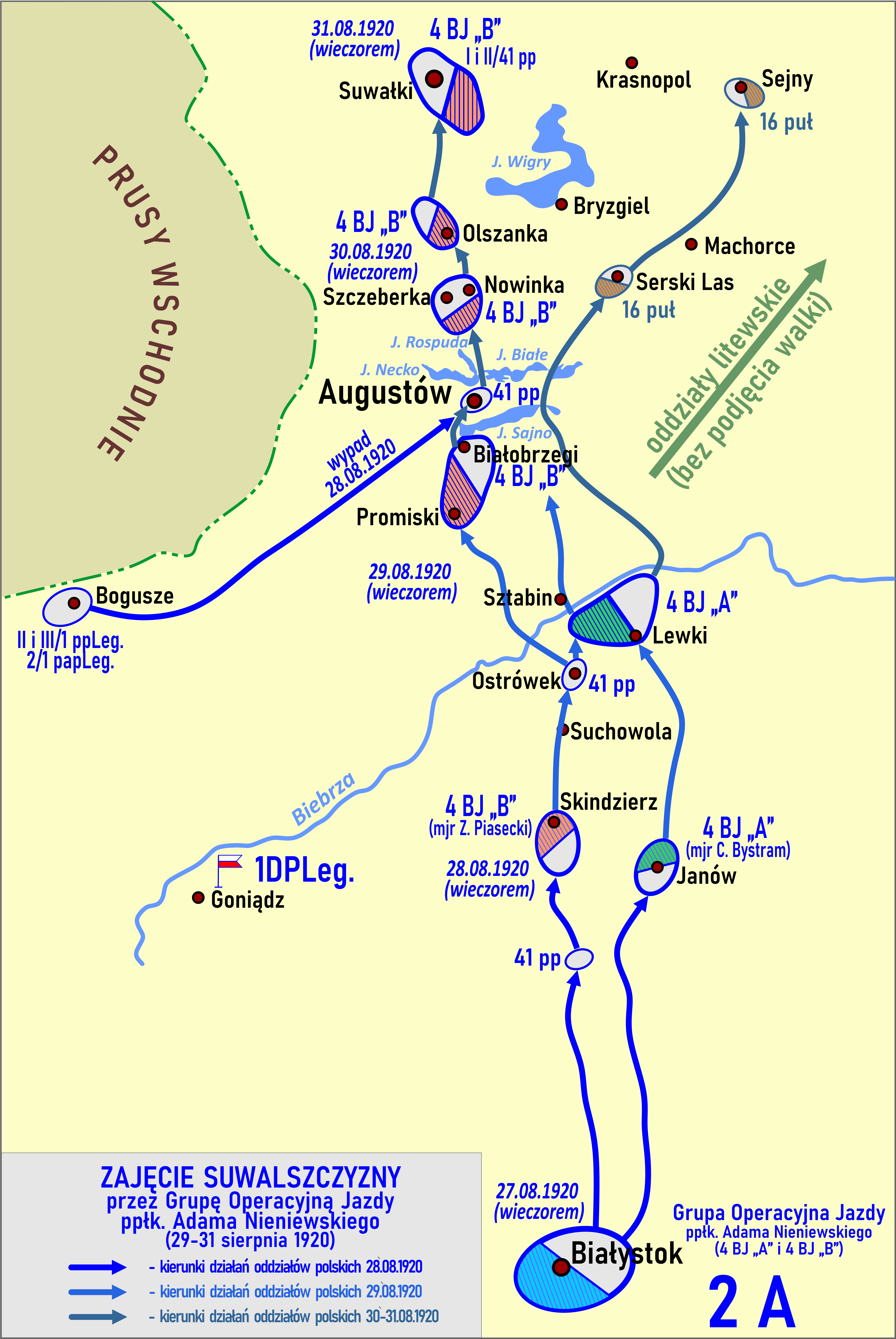
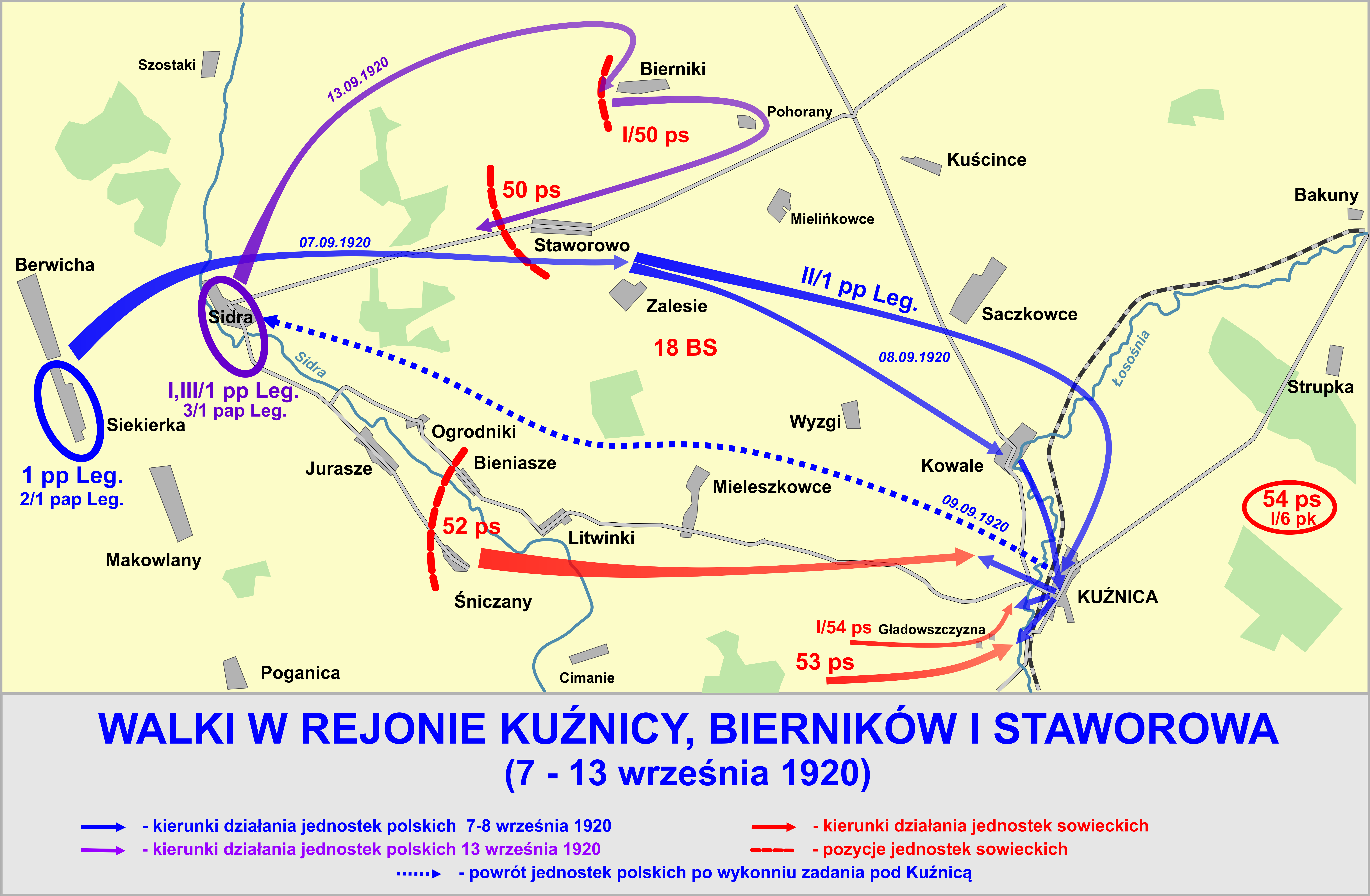
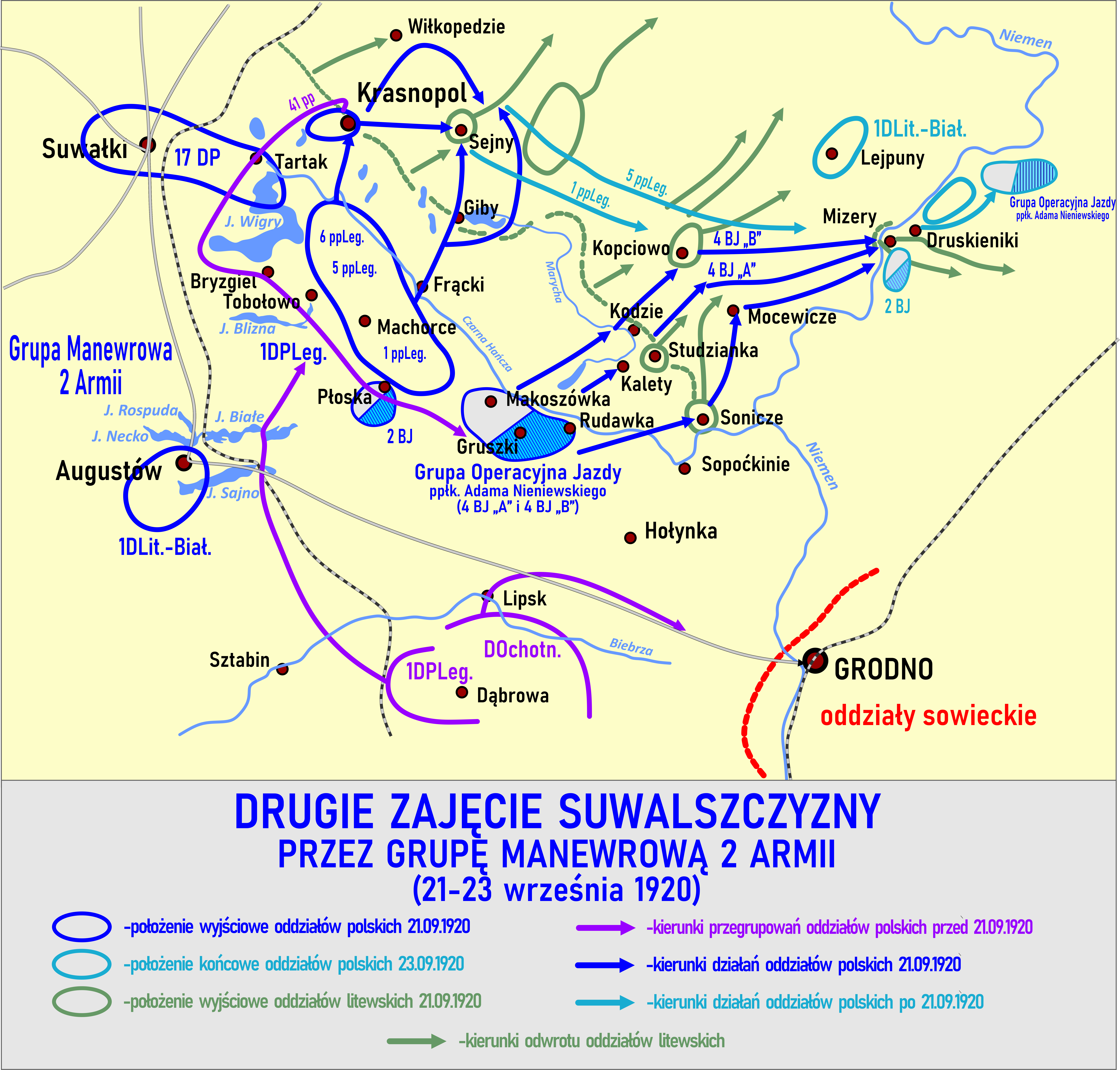

### Kawalerowie Virtuti Militari
Żołnierze pułku odznaczeni Krzyżem Srebrnym Orderu Wojskowego Virtuti Militari za wojnę 1919–1920. Gwiazdką przy nazwisku oznaczono żołnierzy odznaczonych dekretami Naczelnika Państwa i Naczelnego nr 3392 i 3393.

1. Chorągiew pułkowa nr 2967[20]
2. kpr. Alfred Abramowski
3. ppor. Karol Bacz
4. plut. Ludwik Bajdek* nr 4803
5. sierż. szt. Mieczysław Banaszkiewicz* nr 4801
6. kpr. Feliks Bednarski
7. ppor. Marian Bernadzki
8. plut. Otton Beutler
9. ppor. Wiktor Bielski
10. ppor. Kazimierz Bigda* nr 4788
11. kpr. Zygmunt Blusiewicz* nr 4722
12. ppor. Stanisław Bojanowski* nr 4791
13. por. Adam Borkiewicz* nr 4787
14. ppor. Władysław Broniewski ps. „Orlik”
15. por. Kazimierz Burczak
16. ppor. Ignacy Buś
17. leg. Józef Chmara
18. sierż. Stanisław Chłond
19. por. Jakub Witold Chmura nr 4775
20. st. leg. Kazimierz Cieśliński* nr 4760
21. ppor. Zygmunt Czarnecki
22. ppor. Henryk VII Dąbrowski[21]
23. plut. Władysław Domański* nr 4806
24. ppor. Filip Dubeński
25. st. sierż. Feliks Dziennik
26. ppor. Stanisław Felker
27. st. leg. Mateus Furman
28. pchor. Michał Galiński
29. st. sierż. Piotr Gil* nr 4797
30. ppor. Henryk Gorgoń
31. plut. Antoni Grubski
32. st. leg. Franciszek Grzybek* nr 4792
33. por. Józef Harasimowicz
34. kpt. Stanisław Hochfeld
35. st. sierż. Leon Jasiewicz
36. kpr. por. Aleksander Jędruch nr 7160
37. plut. Władysław Kakiet nr 1843
38. st. sierż. Bronisław Kalinowski* nr 4796
39. plut. Jan Kałuża* nr 4804
40. ppor. Ludwik Kiciński nr 7962
41. ppor. Tadeusz II Kobylański* nr 4794
42. ppor. Stanisław Kołodziejski
43. kpr. Onufry Kozacki
44. st. leg. Józef Kozakiewicz
45. mjr Stanisław Józef Kozicki
46. ppłk Jan Kazimierz Kruszewski
47. ppor. Jan Kuczek
48. sierż. Michał Kuśnierz[c]
49. ppłk Władysław Langner
50. ppor. Mieczysław Lepecki
51. leg. Leon Limanowski* (Lewandowski[23]) nr 4752
52. st. leg. Czesław Łęgocki
53. kpr. Stanisław Machawski
54. kpr. Antoni Mycielski* (Micielski[23]) nr 4807
55. kpt. Ludwik Młynarski nr 5891
56. sierż. szt. Wojciech Niedziałek* nr 4799
57. ppor. Teofil Nowicki nr 1665
58. sierż. Piotr Noworyta
59. por. Adam Obtułowicz* nr 4790
60. ppor. Edward Okulski
61. st. leg. Wiktor Orłowski* nr 4751
62. mjr Michał Pakosz
63. kpr. Antoni Pasiak* nr 4808
64. ppor. Jan Pawlik
65. plut. Roman Pawłowski
66. ppor. Tadeusz Pełka
67. kpt. Wilhelm Pfister* nr 4786
68. ppor. Stanisław Piękoś
69. st. leg. Jan Pulit[24]
70. plut. Józef Rakowski
71. leg. Wacław Rejko
72. kpt. Zenon Romańczuk nr 576
73. ppor. Stanisław Roślakowski
74. leg. Józef Różański* nr 4759
75. kpr. Michał Sobieraj* nr 4809
76. ppor. Franciszek Sobolta
77. ppor. Henryk Sochański
78. ppor. Michał Soja
79. ppor. Janusz Strzelecki
80. kpr. Janusz Strzelecki
81. st. sierż Józef Suchocki
82. ppor. Józef Sudacki* nr 4795
83. sierż. szt. Antoni Szatrowski* nr 4802
84. plut. Bolesław Szykuła
85. leg. Ślązak
86. st. leg. Józef Michał Ślugaj
87. kpr. Stanisław Trzciński
88. plut. Aureli Turski
89. ppor. Stanisław Tyrcha* nr 4793
90. sierż. szt. Walenty Walewski* nr 4800
91. por. Andrzej Wasiutyński
92. kpt. Zygmunt Wenda
93. sierż. szt. Konstanty Worono* nr 4798
94. plut. Jan Zadworny* nr 4805
95. st. leg. Jan Ziółkowski* nr 4750
96. ppor. Stanisław Zwojszczyk* nr 4789
97. st. sierż. Modest Żabski

Ponadto Krzyżem Walecznych zostało odznaczonych 2018 oficerów i szeregowych, w tym 105 czterokrotnie, 189 trzykrotnie i 486 dwukrotnie. Wśród odznaczonych Krzyżem Walecznych po raz pierwszy był kpr. Józef Pędzierski.

## Okres międzywojenny
Pierwszym pokojowym garnizonem 1 pułku piechoty Legionów była Wilejka.
Następnie pułk przeniesiony został do garnizonu Wilno, do „Koszar imienia 1 Brygady Legionów Komendanta Józefa Piłsudskiego” przy ulicy Kalwaryjskiej na Śnipiszkach. Kadra batalionu zapasowego stacjonowała w Jabłonnie. Pułk wchodził w skład 1 Dywizji Piechoty Legionów.

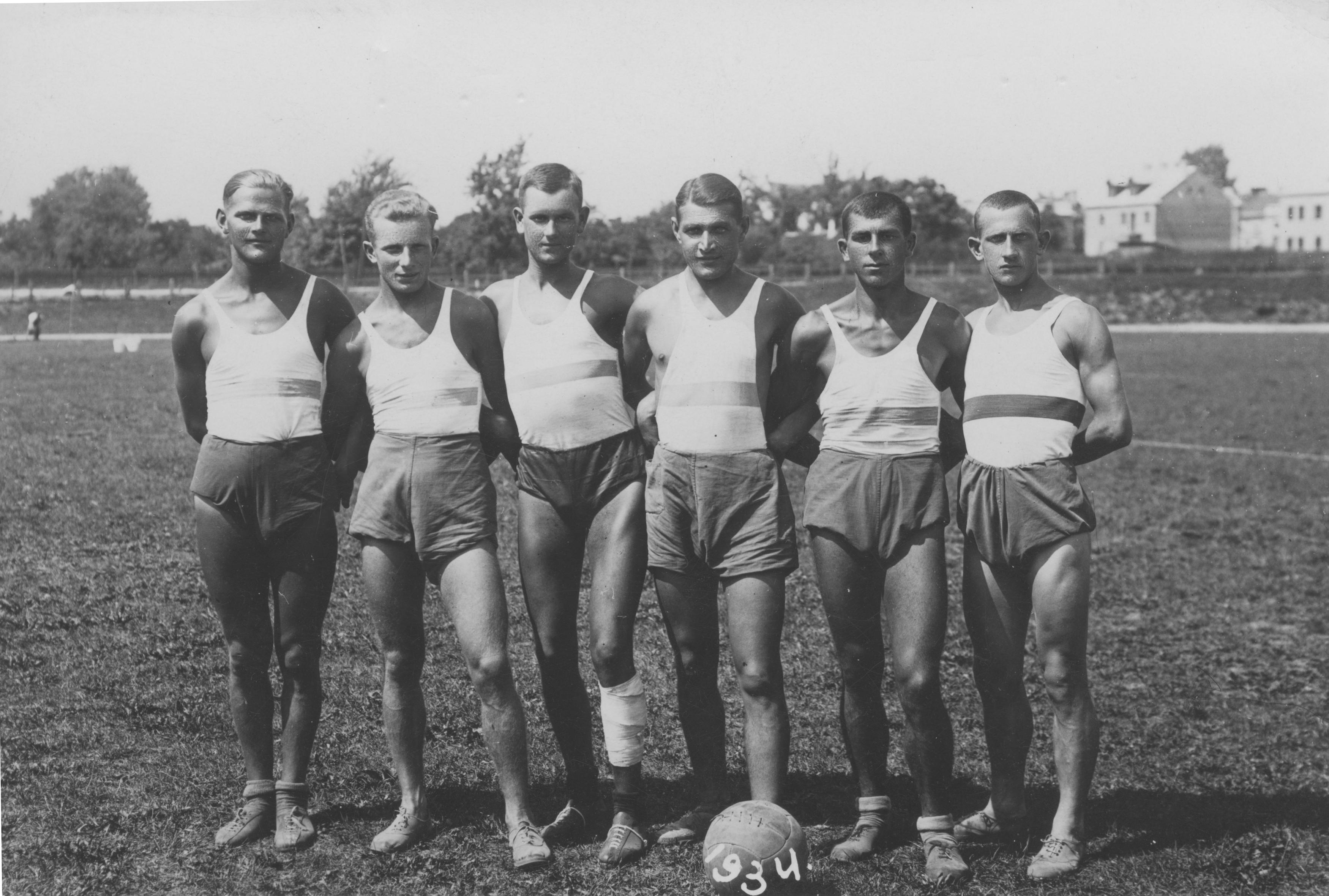
Zawodnicy drużyny koszykówki 1 PP

Święto pułkowe obchodzono 6 sierpnia w rocznicę wymarszu 1 Kompanii Kadrowej z krakowskich Oleandrów.
Na podstawie rozkazu wykonawczego Ministerstwa Spraw Wojskowych do Departamentu Piechoty o wprowadzeniu organizacji piechoty na stopie pokojowej PS 10-50 z 1930 roku, w Wojsku Polskim wprowadzono trzy typy pułków piechoty. 1 pułk piechoty zaliczony został do typu II pułków piechoty (tzw. wzmocnionych). W każdym roku otrzymywał około 845 rekrutów. Stan osobowy pułku wynosił 68 oficerów oraz 1900 podoficerów i szeregowców. Na czas wojny przewidywany był do pierwszego rzutu mobilizacyjnego. W okresie zimowym posiadał dwa bataliony starszego rocznika i batalion szkolny, w okresie letnim zaś trzy bataliony strzeleckie. Jego stany były wyższe od pułku „normalnego” (typ I) o ok. 400–700 żołnierzy.

### Wojskowy Klub Sportowy
Na początku lat 20. XX w. założono WKS 1 ppLeg, w ramach którego działały m.in. sekcja piłki nożnej i sekcja koszykówki. W 1933 roku klub połączył się z WKS 6 ppLeg Wilno i utworzył nowy klub WKS Śmigły Wilno. Tego samego roku uroczyście otwarto stadion 1 pp Legionów przy ul. Werkowskiej w Wilnie.
| Obsada personalna i struktura organizacyjna w marcu 1939 | Obsada personalna i struktura organizacyjna w marcu 1939 |
| Stanowisko                                               | Stopień imię i nazwisko                                  |
| Dowództwo, kwatermistrzostwo i pododdziały specjalne     | Dowództwo, kwatermistrzostwo i pododdziały specjalne     |
| -------------------------------------------------------- | -------------------------------------------------------- |
| dowódca pułku                                            | płk dypl. Kazimierz Franciszek Burczak                   |
| I zastępca dowódcy pułku                                 | ppłk dypl. Bogdan Alfons Szeligowski                     |
| adiutant                                                 | por. Bogusław Cereniewicz                                |
| starszy lekarz                                           | mjr dr Czesław Raczkowski                                |
| młodszy lekarz                                           | ppor. Lek. Edward Michał Nowak                           |
| II zastępca dowódcy pułku                                | ppłk Adam Obtułowicz                                     |
| oficer mobilizacyjny                                     | kpt. adm. (piech.) Józef Roman Lipczyński                |
| zastępca oficera mobilizacyjnego                         | kpt. Ludwik Gluza                                        |
| oficer administracyjno-materiałowy                       | kpt. Stanisław Józef Gabriel Doborski                    |
| oficer gospodarczy                                       | por. int. Antoni Kossacki                                |
| oficer żywnościowy                                       | chor. Władysław Sokołowski                               |
| oficer taborowy                                          | por. tab. Feliks Paweł Szymański                         |
| kapelmistrz                                              | ppor. adm. (kapelm.) Aleksander Rutka                    |
| dowódca plutonu łączności                                | por. Józef Zapolski                                      |
| dowódca plutonu pionierów                                | por. Stanisław Puzyna                                    |
| dowódca plutonu artylerii piechoty                       | kpt. art. Henryk Aleksander Trojańczyk                   |
| dowódca plutonu ppanc.                                   | por. Konstanty Wiśniewski                                |
| dowódca oddziału zwiadu                                  | por. Mieczysław Zaborowski                               |
| I batalion                                               |                                                          |
| dowódca batalionu                                        | mjr Włodzimierz Julian Grabowski                         |
| dowódca 1 kompanii                                       | kpt. Tomasz Polak                                        |
| dowódca plutonu                                          | por. Konrad Kazimierz Bukowski                           |
| dowódca plutonu                                          | ppor. Władysław Piotrowski                               |
| dowódca 2 kompanii                                       | kpt. Wacław II Kobyliński                                |
| dowódca plutonu                                          | ppor. Wacław Kuczuk                                      |
| dowódca 3 kompanii                                       | por. Józef Hieronim Korejwo                              |
| dowódca plutonu                                          | ppor. Leon Hrynkiewicz-Sudnik                            |
| dowódca 1 kompanii km                                    | kpt. Klemens Kowalczyński                                |
| dowódca plutonu                                          | por. Zygmunt Lewandowski                                 |
| dowódca plutonu                                          | ppor. Zdzisław Jakub Mac                                 |
| II batalion                                              |                                                          |
| dowódca batalionu                                        | mjr Ludwik Marian Lubicz-Niezabitowski                   |
| dowódca 4 kompanii                                       | kpt. kontr. Aleksander Chorolski                         |
| dowódca plutonu                                          | por. Bolesław Skinder                                    |
| dowódca plutonu                                          | ppor. Bolesław Jackiewicz                                |
| dowódca 5 kompanii                                       | por. Hieronim Mażulis                                    |
| dowódca plutonu                                          | ppor. Michał Dobrzyński                                  |
| dowódca 6 kompanii                                       | kpt. Jan Patyra                                          |
| dowódca plutonu                                          | por. Jaromir Kazimierz Szokalski                         |
| dowódca 2 kompanii km                                    | por. Henryk Łoziński                                     |
| dowódca plutonu                                          | por. Edgar Ryszard Silinicz                              |
| III batalion                                             |                                                          |
| dowódca batalionu                                        | mjr Józef Roczniak                                       |
| dowódca 7 kompanii                                       | por. Marian Paliński                                     |
| dowódca plutonu                                          | ppor. Kazimierz Stefan Batog                             |
| dowódca 8 kompanii                                       | kpt. Stefan Gutkowski                                    |
| dowódca plutonu                                          | ppor. Władysław Kazimierz Skoczeń                        |
| dowódca plutonu                                          | ppor. Eugeniusz Raczko                                   |
| dowódca 9 kompanii                                       | kpt. Mikołaj Jabłoński                                   |
| dowódca plutonu                                          | por. Kazimierz Antoni Karol                              |
| dowódca plutonu                                          | ppor. Jan Rajmund Rudnicki                               |
| dowódca 3 kompanii km                                    | kpt. Zygmunt Edward Urbanowicz                           |
| dowódca plutonu                                          | por. Zygmunt Krzymowski                                  |
| dowódca plutonu                                          | ppor. Gracjan Pohosski                                   |
| na kursie                                                | por. Bolesław Pilecki                                    |
| 1 obwód przysposobienia wojskowego „Wilno”               |                                                          |
| kmdt obwodowy PW                                         | kpt. piech. Zenon Wincenty Jarosz                        |
| kmdt miejski PW Wilno I                                  | kpt. piech. Jan Daniuszewicz                             |

## 1 pp Leg. w kampanii wrześniowej

### Mobilizacja
22 sierpnia do 1 pułku piechoty Legionów przybyli na ćwiczenia oficerowie rezerwy, ćwiczenia odwołano, ale pułk liczący 1811 żołnierzy wymaszerował do obozu ćwiczeń w Kojranach. Tam pułk zastał rozkaz o mobilizacji alarmowej, która miała rozpocząć się 24 sierpnia o godz. 8.00, co wymusiło powrót pułku do garnizonu. Z tego powodu rozpoczęcie mobilizacji opóźniło o 2 godziny. Pomimo wysłania autobusów wileńskich, po część oficerów i podoficerów pułku, celem rozpoczęcia czynności mobilizacyjnych.
Podczas mobilizacji alarmowej w Wilnie w grupie żółtej: 
- zmobilizowano w organizacji wojennej w etatach wojennych cały 1 pułk piechoty Legionów w czasie od  A+18, do A+36.

Dodatkowo zmobilizowano w czasie od A+48, do A+50:
- dowództwo grupy kompanii asystencyjnych nr 3,
- kolumnę taborową nr 301,
- kompanię sanitarną nr 301.

W grupie brązowej20 w czasie G20+30 zmobilizowano kompanię karabinów maszynowych przeciwlotniczych typ B nr 31.
W ramach I rzutu mobilizacji powszechnej w terminie do 2 września zmobilizowano batalion marszowy typ specjalny nr 1.
Zmobilizowane konie i wózki były nieodpowiednie. Natomiast stawiennictwo rezerwistów wzorowe. Trwało szkolenie strzeleckie, w tym z kb ppanc. oraz remontowano wozy konne i podkuwano konie. Po początkowych czynnościach w koszarach pododdziały pułku wyszły w ramach dekoncentracji do wsi wokół Wilna. I batalion mobilizował się w Nowosiółkach, II batalion we wsi Jerozolimki, III batalion we wsi Werk. 27 sierpnia dokonano zaprzysiężenia pułku, odprawiono mszę św. oraz pułk przedefilował przed dowódcą 1 DP Leg. gen. bryg. Wincentym Kowalskim. 28 sierpnia Jako pierwszy odjechał transport kolejowy z batalionem I/1 pp Leg. ze stacji kolejowej „Ponary”. Dalsze składy pociągów nie dotarły na stację. Dopiero 31 sierpnia podstawiono transporty, którymi odjechały rano II batalion, wieczorem  dowództwo pułku wraz z pododdziałami pułkowymi i na końcu ok. godz. 22.00 III batalion.

### Działania bojowe
1 pp Leg. był przewożony trasą poprzez Grodno, Białystok do Ostrowi Mazowieckiej, gdzie nastąpił wyładunek pułku. W zatorze w Kuźnicach pod Grodnem transport dowództwa pułku i III batalionu były o świcie 1 września atakowane przez lotnictwo niemieckie. Po południu 1 września transporty dowództwa pułku i III batalionu zostały wyładowane w Ostrowi Mazowieckiej. Po wyładunku pomaszerowały do lasów w rejonie Długosiodła. Również w ten rejon z Nowosiółek wyruszył II batalion, w Nagoszewie w dalszym ciągu przebywał I batalion. Rano 3 września większość pułku osiągnęła rejon lasów w pobliżu Długosiodła. Po południu 3 września dołączył również I batalion. Ostatecznie w składzie 1 Dywizji Piechoty Legionów gen. Wincentego Kowalskiego wszedł w skład Grupy Operacyjnej „Wyszków”. Pułk wraz z całą GO znajdował się w odwodzie Naczelnego Wodza. 3 września GO „Wyszków” weszła w skład Armii „Modlin”.

#### Udział w walkach nad Narwią i Bugiem
W dniu 4 września 1 pp Leg wraz z 1 DP Leg. rozpoczął marsz w rejon Różana. O godz. 19.00 1 pp Leg. podjął marsz nad Narew. O godz. 9.30 5 września po 30 km nocnego marszu pułk osiągnął rejon Narwi pod Różanem. Podczas postoju ok. godz. 10.00 rejon stacjonowania pułku ostrzelała niemiecka artyleria, poległo 3 żołnierzy, a 10 zostało rannych. Zmieniono rozkazy i w godz. 12.00-13.30 pułk podjął ponowny marsz wzdłuż Narwi w rejon Pułtuska. W trakcie marszu pododdziały pułku były atakowane przez lotnictwo niemieckie. Dalszy forsowny marsz w nocy 5/6 września doprowadził 1 pp Leg. do rejonu Bartodzieje, Topolnica na południe od Pułtuska. Obsadę przedmościa wzmocnił 5 pułk piechoty Leg., a 1 pp Leg. i 6 pułk piechoty Leg. stanowiły odwód dywizji. Z uwagi na planowane wycofanie dywizji z linii Narwi, na linię Bugu w okolicach Wyszkowa, 1 pp Leg. miał prowadzić obronne działania opóźniające na szlaku odwrotu 1 DPLeg. I/1 pp Leg. został skierowany z baterią 1 pułku artylerii lekkiej Leg. do Wyszkowa, celem obrony mostu. II/1 pp Leg. okopał się na garbach terenowych u zbiegu szos Pułtusk-Wyszków i Pułtusk-Obryte, w odległości 10 km od Narwi. Ok. 6 km na południe od tej pozycji na szosie obronę organizował III/1 pp Leg. z pułkowym plutonem artylerii piechoty. Za II batalionem zajął stanowiska II/1 pal Leg., przedpole minowała kompania saperów z 1 batalionu saperów. Po południu 1 pp Leg. stanowił straż tylną wycofującej się GO „Wyszków”. Ok. godz. 17.00 7 września zajmująca obronę 6 kompania strzelecka wykonała zasadzkę ogniową, na rozwiniętą do natarcia kompanię niemiecką z odległości 300-400 m, zadając jej znaczne straty i rozpraszając ją. Wysłany za nią w pościg patrol z 6 kompanii zlikwidował niemieckich obserwatorów artyleryjskich. Pod wieczór kompanie II batalionu zaczęły schodzić z pozycji, dowódca batalionu stracił kontrolę nad batalionem, doszło do rozproszenia się oddziału. Część skrajnie wyczerpanych marszami i niewyspaniem żołnierzy dostała się do niewoli postępujących za dywizją oddziałów niemieckich. Po paru godzinach część rozproszonego batalionu zdołał zebrać por. Henryk Łoziński. Po przeprawieniu się przez most na Bugu w Wyszkowie, 1 pp Leg. wraz z 6 pp Leg. wszedł w skład odwodu dywizji. Pułk zajął las Lucynów przy szosie Wyszków-Radzymin. 8 i 9 września pułk odpoczywał po intensywnych marszach, stwierdzono duże ubytki marszowe w pułku.

#### Udział w boju o Kałuszyn
10 września o godz. 6.00 1 pp Leg. wyruszył w marsz odwrotowy, w Łochowie odwrót osłaniał I batalion. Pułk poprzez Jadów dotarł do Adampola, gdzie zatrzymał się na odpoczynek. W nocy 10/11 września pułk wyruszył w dalszy marsz odwrotowy w składzie kolumny głównej dywizji wraz z 5 pp Leg i 1 pal Leg (bez I/1 pal). Maszerował poprzez Dobre, Rudzienka, Łaziska, Jakubów poprzez szosę Mińsk Mazowiecki-Kałuszyn, omijając Kałuszyn miał maszerować na Olszewice. Maszerujący na czele kolumny głównej 1 DP Leg. batalion III/1 pp Leg. idąc na odgłos walki, o świcie rozwinął do się natarcia i uderzył ze wsparciem własnej broni maszynowej i moździerzy na Kałuszyn. Pomimo początkowego sukcesu w mieście batalion poniósł duże straty osobowe i natarcie utknęło w miejscu, przejściowo został odcięty dowódca batalionu. Wsparcie artylerii dywizyjnej, własnego plutonu artylerii piechoty oraz manewr batalionu III/6 pp Leg. dało powodzenie natarcia III batalionu. Po walce 1 pp Leg. zbierał się we wsi Wola Rafałowa koło Mrozów, jednocześnie wypoczywał. Z pułkiem utracił kontakt I batalion. Pod wieczór rejon postoju został ostrzelany przez niemiecką artylerię, z niewiadomego powodu wybuchła strzelanina, w której rannych zostało ok. 10 żołnierzy pułku.

#### Dalsze walki odwrotowe
Kolejne jednostki niemieckie zagrodziły drogę odwrotu dywizji. Rozkazem dowódcy dywizji 12 września wieczorem pułk podjął dalszy marsz odwrotowy w kierunku na Wodynie, Oleśnicę i lasy Jagodne. W straży przedniej maszerował III batalion, a w tylnej II batalion. Nad ranem 13 września II/1 pp Leg. zmylił drogę i odłączył się od kolumny pułku. Został zaatakowany wówczas przez 2-3 plutony czołgów z Dywizji Pancernej „Kempf”. W trakcie walki batalion uległ częściowemu rozproszeniu. W trakcie walki zniszczono 2 czołgi niemieckie. Od sił głównych batalionu odłączył się dowódca batalionu, z częścią plutonu łączności i połową 4 kompanii strzeleckiej i plutonu ppanc.. W trakcie boju poległ dowódca 6 kompanii strzeleckiej por. Kazimierz Skup. Dowództwo batalionu z odłączonymi pododdziałami, w części trafiła w rejon Garwolina, gdzie jeszcze wzięła udział w walkach. Niektórzy rozproszeni żołnierze dotarli do Warszawy i wzięli udział w jej obronie, inni dołączyli do Samodzielnej Grupy Operacyjnej „Polesie”. II batalion pod dowództwem por. Henryka  Łozińskiego w składzie 5 i 6 kompanii strzeleckich i 2 kompanii ckm dołączył do zbierającego się w Lipinach pułku. Reszta pułku dotarła w rejon wsi Lipiny koło Wodyń, którą pułk zdobył po zaciętej walce. Dołączył do 1 pp Leg. I batalion jednak o dużo mniejszych stanach osobowych, głównie 1 kompania strzelecka i 1 kompanii ckm. Ok. godz. 20.00 pułk wymaszerował w kierunku Trzcińca i Domanic, na przedzie kolumny maszerowały resztki II batalionu. Natarcie 5 i 6 kompanii strzeleckich i 2 kompanii ckm pozwoliło przełamać obronę niemiecką i zmusić do wycofania się nieprzyjaciela z Trzcińca, jednak niemiecka obrona w Domanicach i Kopciach wytrzymała uderzenia pozostałych kompanii pułku. Ze względu że natarcie 1 pp Leg. na bronione wsie załamało się w ostrzale niemieckiej broni maszynowej i artylerii, dowódca pułku rozkazał wykonać ostatecznie uderzenie w kierunku lasu Olszyc. Niemiecki kontratak odebrał pułkowi część pozycji, a silne ześrodkowanie ognia na Trzciniec spowodowało znaczne straty w pułku, wśród nich zranienie dowódcy pułku, który został odwieziony do szpitala. Rozbite kompanie usiłowały przebić się do zarośli moczarów na wschód od wsi Kopcie. Część kompanii i plutonów bez ciężkiego sprzętu, poprzez lasy kontynuowała przebijanie się. Na rozkaz kpt. Henryka Trojańczyka, uszkodzono obie armaty plutonu artylerii piechoty i je pozostawiono. Bardzo duża grupa żołnierzy pułku dostała się do niewoli, część poległa i się rozproszyła. 14 września 1 pp Leg. przestał praktycznie istnieć.

#### Odtworzenie 1 pp Leg. i udział w bitwie pod Tomaszowem Lubelskim
Do 18 września w rejonie Chełma Lubelskiego zebrano liczącą kilkuset żołnierzy grupę. Z grupy tej sformowano zbiorczy batalion 1 pułku pod dowództwem mjr. Włodzimierza Grabowskiego. 20 września ze wszystkich pułków piechoty 1 DPLeg. sformowano zbiorczy 1 pułk piechoty Legionów pod dowództwem ppłk. Jana Kasztelowicza, gdzie batalion mjr. Grabowskiego był I batalionem pułku. Wraz z 8 pułkiem piechoty Legionów i częścią 1 pal Leg. tworzył 1 DP Leg. Dywizja weszła w skład Armii gen. bryg. Emila Krukowicza-Przedrzymirskiego, która w składzie Frontu Północnego miała nacierać na południe celem nawiązania połączenia z wojskami Frontu Południowego gen. broni Kazimierza Sosnkowskiego. Dalszy marsz na południe blokowały wojska niemieckiego VIII Korpusu Armijnego i część XXII Korpusu Armijnego (mot.).  21 i 22 września pułk wykonał marsz do wsi Rachanie. Po południu 22 września batalion wraz z całą dywizją przystąpił do natarcia. Przełamał przy wsparciu artylerii niemieckie linie obronne. W nocy I/1 pp Leg. osiągnął rejon Tarnawatki W nocy w terenie pagórkowatym, przez leśne bezdroża, bataliony traciły kontakt z dowództwem i sąsiadami. Większość 1 pp Leg. uderzyła na Tarnawatkę, o którą rozgorzał zacięty bój. O świcie 23 września okazało się, że pułk znajduje się w dolinie otoczonej wzgórzami, na których znajdowała się silna obsada niemieckiej piechoty. Rano znajdujące się na wzgórzach oddziały niemieckich 8 i 28 DP, otworzyły na pułk morderczy ostrzał, roznosząc 1 pp Leg. i większość 1 DPLeg. Resztki żołnierzy na czele z ppłk. Janem Kasztelowiczem i gen. bryg. Wincentym Kowalskim dostały się do niewoli. Batalion mjr. Włodzimierza Grabowskiego wraz z 28 pułkiem Strzelców Kaniowskich rano 24 września wziął udział w walce o zdobycie Suchowoli. Po godz. 17.00 wraz oddziałami 10 DP i 39 DP rez. wziął udział w natarciu na Krasnobród. Zajął gajówkę Maciejówka, sforsował Wieprz i zdobył zachodni skraj  wsi Majdan Wielki. Niewielkie grupki żołnierzy pułku dołączyły do innych jednostek i dzieliły ich krótki dalszy los.
Obsada dowódcza odtworzonego 1 pp Leg. i batalionu I/1 pp Leg.
- dowódca pułku – ppłk Jan Kasztelowicz
- zastępca dowódcy pułku – mjr Józef Roczniak
- I adiutant pułku – kpt. Wacław Kobyliński
- II adiutant pułku – por. Hieronim Mażulis
- oficer informacyjny – por. Zygmunt Krzymowski
- oficer łączności – por. Józef Zapolski
- dowódca I batalionu (z resztek 1 pp Leg.) – mjr Włodzimierz Grabowski
  - adiutant batalionu – por. Zygmunt Lewandowski
  - dowódca 1 kompanii strzeleckiej – kpt. Tomasz Polak
  - dowódca 2 kompanii strzeleckiej – kpt. Marian Jabłoński
  - dowódca 3 kompanii strzeleckiej – por. Konrad Bukowski
  - dowódca 1 kompanii ckm – kpt. Zygmunt  Urbanowicz

### Formacje utworzone z żołnierzy zmobilizowanych przez 1 pp Leg. i sformowane w OZ 1 DPLeg.

#### W składzie 205 pp i 1 pp OW „Grodno”
Do 3 września zgodnie z planem mobilizacyjnym „W1" w ramach mobilizacji powszechnej sformowano batalion marszowy typ specjalny nr 1 (4 kompanie strzeleckie i 2 kompanie km), który według wcześniejszych zamierzeń miał wejść w skład Obszaru Warownego „Wilno”. Z batalionu tego ostatecznie na podstawie poprawek do planu mobilizacyjnego z 19 czerwca 1939 roku, formował się I batalion 205 pułku piechoty. Batalion wraz z pułkiem wszedł w skład 35 Dywizji Piechoty rez. Po zmobilizowaniu przewieziony 7-8 września w rejon na południe od Białegostoku, następnie po przemarszach przerzucony w rejon Bielska, który osłaniał do 11 września. Następnie załadowany do transportu kolejowego i skierowany w kierunku Lwowa w ślad za pułkiem. Z uwagi, na zbombardowanie torów i zatory wożony po kilku liniach kolejowych. Ostatecznie nie dojechał do Lwowa, lecz na jednej ze stacji kolejowych, w transporcie pomiędzy Równem, a Zdołbunowem w godzinach popołudniowych 17 września, został wzięty do niewoli przez wojska sowieckie. Jednocześnie z pozostałych dwóch kompanii batalionu marszowego typ spec nr 1: utworzono 7 kompanię strzelecką III batalionu 1 pułku piechoty OW „Grodno” i  prawdopodobnie 1 kompanię ckm I batalionu 1 pp OW „Grodno”. Kompanie te w ramach swoich batalionów i pułku stanowiły załogę Lwowa i wzięły aktywny udział w walkach.

#### Batalion 1 pp Leg. OZ 1 DP Leg.
W Kadrze Zapasowej Piechoty Sokółka formowano w II rzucie mobilizacji powszechnej, Ośrodek Zapasowy 1 Dywizji Piechoty Legionów. Do OZ 1 DP Leg. zgłaszali się bezpośrednio rezerwiści z zachodnich regionów kraju. Ośrodek formował się w Sokółce. Zanim ukończono formowanie Ośrodka przerzucono, go do Wilna. 9 września z formowanym OZ 1 DP Leg. wyjechało kilkuset uzbrojonych żołnierzy oraz 120 wozów taborowych. W Wilnie w koszarach 6 pp Leg. ppłk Jan Pawlik podjął na nowo organizację OZ 1 DP Leg. Równolegle po ogłoszeniu mobilizacji powszechnej i sformowaniu batalionu marszowego typ spec. nr 1, w koszarach 1 pp Leg. pozostały nadwyżki osobowe i sprzętowe. Z tych nadwyżek – Oddziału Zbierania Nadwyżek 1 pp Leg. ppłk Jan Obtułowicz rozpoczął formowanie plutonów i kompanii. 5 września na rozkaz ppłk. Jana Pawlika dowódcy OZ 1 DP Leg. w Wilnie rozpoczęto formowanie batalionu bojowego. Składał się z dwóch lub trzech kompanii strzeleckich i kompanii ckm. W kompanii ckm batalionu bojowego były trzy plutony uzbrojone w ckm wz 1908  Maxim i pluton moździerzy z moździerzami 81 mm Stockes. Żołnierze batalionu mieli mieć bardzo dobre wyposażenie osobiste i spory zapas amunicji strzeleckiej, w tym również granatów. I batalionem dowodził ppłk Jan Obtułowicz. 17 września po przekroczeniu granicy przez wojska sowieckie, I batalion (1 pp Leg.) improwizowanego pułku OZ 1 DP Leg. został skierowany na przedpole Wilna, w rejon Antokola. Również pozostałe bataliony pułku OZ 1 DP Leg. i szwadrony dywizjonu Ośrodka Zapasowego Wileńskiej Brygady Kawalerii zajęły stanowiska celem osłony od wschodu Antokola. 18 września pułk OZ 1 DP Leg. o godz. 19.30 otrzymał rozkaz od płk. dypl. Jarosława Okulicz-Kozaryna opuszczenia Wilna, nie podejmowania walki z podchodzącymi wojskami sowieckimi i wycofanie się na Litwę. Około północy bataliony opuściły stanowiska, sformowały kolumny marszowe i udały się do Wilna. I batalion (1 pp Leg.) w trakcie marszu stoczył walki z pojedynczymi czołgami sowieckimi. Poległo lub zostało rannych ok. 10 żołnierzy batalionu. I batalion improwizowanego pułku z OZ 1 DP Leg. pod dojściu do Wilii przekroczył ją po Zielonym Moście. Podjął dalszy marsz w kierunku Mejszagoły, odwrót z miasta osłaniała 1 kompania na stanowiskach w rejonie mostu. Dowódca 1 kompanii strzeleckiej – kpt. Jan Patyra kazał zablokować most samochodem, beczkami i innymi ciężkimi przedmiotami, a następnie prowadził walkę ogniową z nadjeżdżającymi czołgami. 1 kompania dołączyła do I batalionu pułku OZ 1 DP Leg. i wraz z nim 20 września przekroczył granicę litewską, gdzie został internowany.
I batalion bojowy (1 pp Leg.) OZ 1 DP Leg
- dowódca batalionu – ppłk Jan Obtułowicz
- dowódca 1 kompanii strzeleckiej – kpt. Jan Patyra[56]
- dowódca ? kompanii strzeleckiej – kpt. Ludwik Gluza[57]

| Struktura organizacyjna i obsada personalna we wrześniu 1939 | Struktura organizacyjna i obsada personalna we wrześniu 1939 | Struktura organizacyjna i obsada personalna we wrześniu 1939 |
| Stanowisko                                                   | stopień, imię i nazwisko                                     | Uwagi                                                        |
| Dowództwo                                                    | Dowództwo                                                    |                                                              |
| ------------------------------------------------------------ | ------------------------------------------------------------ | ------------------------------------------------------------ |
| dowódca pułku                                                | płk dypl. piech. Kazimierz Burczak                           |                                                              |
| I adiutant                                                   | kpt. Wacław Kobyliński                                       |                                                              |
| II adiutant                                                  | por. Bogusław Cereniewicz                                    |                                                              |
| oficer informacyjny                                          | por. Zygmunt Krzynowski                                      |                                                              |
| oficer łączności                                             | por. Józef Zapolski                                          |                                                              |
| kwatermistrz                                                 | kpt. Stanisław Dobrski                                       |                                                              |
| oficer płatnik                                               | por. Antoni Kossacki                                         |                                                              |
| oficer żywnościowy                                           | chor. Władysław Sokołowski                                   |                                                              |
| naczelny lekarz                                              | ppor. lek. Edward Nowak                                      |                                                              |
| kapelan                                                      | NN                                                           |                                                              |
| dowódca kompanii gospodarczej                                | por. rez. Olgierd Tarasiewicz                                |                                                              |
| I batalion                                                   |                                                              |                                                              |
| dowódca I batalionu                                          | mjr Włodzimierz Grabowski                                    |                                                              |
| adiutant I batalionu                                         | por. Julian Gągolski                                         |                                                              |
| dowódca plutonu łączności                                    | pchor. Wiktor Czerwinko                                      |                                                              |
| oficer płatnik (gospodarczy)                                 | ppor. rez. Jan Rudnicki                                      |                                                              |
| dowódca 1 kompanii strzeleckiej                              | kpt. Tomasz Polak                                            |                                                              |
| dowódca I plutonu                                            | por. Jakub Leopold Jakosche                                  |                                                              |
| dowódca 2 kompanii strzeleckiej                              | por. Bolesław Pilecki                                        |                                                              |
| dowódca I plutonu                                            | ppor. Jaromir Kazimierz Szokalski                            |                                                              |
| dowódca 3 kompanii strzeleckiej                              | por. Konrad Bukowski                                         |                                                              |
| dowódca 1 kompanii ckm                                       | por. Zygmunt Lewandowski                                     |                                                              |
| II batalion                                                  |                                                              |                                                              |
| dowódca II batalionu                                         | mjr Jan Ziemba                                               |                                                              |
| dowódca II batalionu                                         | por. Henryk Łoziński                                         | od 13 IX                                                     |
| adiutant II batalionu                                        | por. Konstanty Kondraciuk                                    | do 13 IX                                                     |
| dowódca plutonu łączności                                    | st. sierż. Stanisław Felt                                    |                                                              |
| oficer płatnik (gospodarczy)                                 | ppor. rez. Stanisław Wiesław Cielecki                        |                                                              |
| oficer żywnościowy                                           | chor. Józef Wadowski                                         |                                                              |
| dowódca 4 kompanii strzeleckiej                              | por. Eugeniusz Browko                                        |                                                              |
| dowódca I plutonu                                            | ppor. Bronisław Jackiewicz                                   |                                                              |
| dowódca II plutonu                                           | ppor. Zbigniew Traczewski                                    |                                                              |
| dowódca III plutonu                                          | ppor. Wacław Pietkiewicz                                     |                                                              |
| dowódca 5 kompanii strzeleckiej                              | por. Hieronim Mażulis                                        |                                                              |
| dowódca I plutonu                                            | ppor. rez. Witold Lachowicz                                  |                                                              |
| dowódca 6 kompanii strzeleckiej                              | por. Kazimierz Skup                                          | +do 13 IX                                                    |
| dowódca 6 kompanii strzeleckiej                              | ppor. Władysław Piotrowski                                   |                                                              |
| dowódca I plutonu                                            | ppor. Władysław Piotrowski                                   |                                                              |
| dowódca III plutonu                                          | sierż. Zygmunt Dziennik                                      |                                                              |
| dowódca 2 kompanii ckm                                       | por. Henryk Łoziński                                         |                                                              |
| dowódca 2 kompanii ckm                                       | ppor. Mikołaj Ozolin                                         | od 13 IX                                                     |
| dowódca I plutonu                                            | ppor. rez. Józef Szafrański                                  |                                                              |
| dowódca II plutonu                                           | ppor. rez. Michał Juchniewicz                                |                                                              |
| dowódca III plutonu                                          | ppor. rez. Walenty Kryczyński                                |                                                              |
| dowódca IV plutonu (taczanki)                                | ppor. rez. Mikołaj Ozolin                                    |                                                              |
| dowódca plutonu moździerzy                                   | ppor. Józef Kłyszejko                                        |                                                              |
| III batalion                                                 |                                                              |                                                              |
| dowódca III batalionu                                        | mjr Józef Roczniak                                           |                                                              |
| adiutant III batalionu                                       | por. rez. Wiktor Władysław Pade                              |                                                              |
| oficer płatnik (gospodarczy)                                 | ppor. rez. Stanisław Głowacki                                |                                                              |
| oficer żywnościowy                                           | ppor. rez. Natan Cyranka                                     |                                                              |
| dowódca plutonu łączności                                    | plut. Henryk Sadzewicz                                       |                                                              |
| dowódca 7 kompanii strzeleckiej                              | por. Bolesław Burski                                         |                                                              |
| dowódca I plutonu                                            | ppor. Kazimierz Batog                                        |                                                              |
| dowódca II plutonu                                           | ppor. Karol Mittelstaedt                                     |                                                              |
| dowódca III plutonu                                          | pchor. Franciszek Ibelhaupt                                  |                                                              |
| dowódca 8 kompanii strzeleckiej                              | por. Stanisław Furgał                                        |                                                              |
| dowódca I plutonu                                            | ppor. Władysław Skoczeń                                      |                                                              |
| dowódca II plutonu                                           | kpr. pchor. Edward Staglis-Biliński                          |                                                              |
| dowódca III plutonu                                          | ppor. rez. Włodzimierz Jerzy Referowski                      |                                                              |
| dowódca 9 kompanii strzeleckiej                              | kpt. Mikołaj Jabłoński                                       |                                                              |
| dowódca I plutonu                                            | ppor. Jan Rajmund Rudnicki                                   |                                                              |
| dowódca plutonu                                              | ppor. piech. Marian Orlik                                    | niemiecka niewola                                            |
| dowódca 3 kompanii ckm                                       | kpt. Zygmunt Urbanowicz                                      |                                                              |
| dowódca I plutonu                                            | ppor. rez. Stanisław Lachowicz                               |                                                              |
| dowódca III plutonu                                          | sierż. Sykuła                                                |                                                              |
| dowódca IV plutonu (taczanki)                                | por. rez. Czesław Buniewicz                                  |                                                              |
| Pododdziały specjalne                                        |                                                              |                                                              |
| dowódca kompanii zwiadowczej                                 | por. Mieczysław Zaborowski                                   |                                                              |
| dowódca kompanii przeciwpancernej                            | por. Konstanty Wiśniewski                                    |                                                              |
| dowódca plutonu artylerii piechoty                           | kpt. Henryk Trojańczyk                                       |                                                              |
| dowódca kompanii technicznej                                 | por. Stanisław Puzyna                                        |                                                              |
| dowódca plutonu pionierów                                    | por. Stanisław Puzyna                                        |                                                              |
| dowódca plutonu przeciwgazowego                              | pchor. Piotrowski                                            |                                                              |

| Żołnierze pułku odznaczeni Krzyżem Srebrnym Orderu Virtuti Militari | Żołnierze pułku odznaczeni Krzyżem Srebrnym Orderu Virtuti Militari | Żołnierze pułku odznaczeni Krzyżem Srebrnym Orderu Virtuti Militari |
| Stopień                                                             | Nazwisko i imię                                                     | Numer                                                               |
| ------------------------------------------------------------------- | ------------------------------------------------------------------- | ------------------------------------------------------------------- |
| porucznik                                                           | Henryk Łoziński                                                     | 13350 (Londyn, 2 XI 1948)                                           |

## Legioniści
Dowódcy pułku

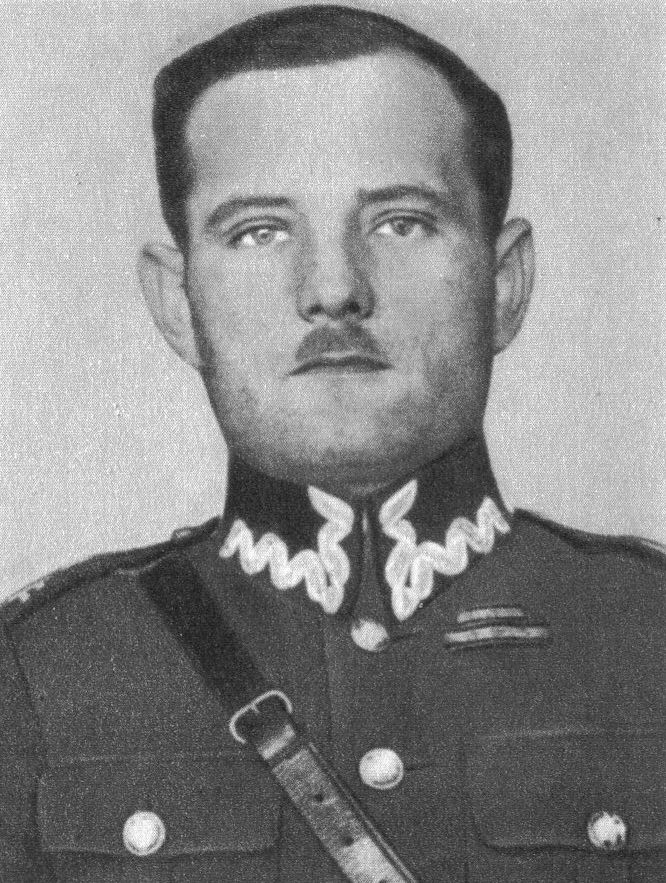
Z. Wenda

- mjr Leopold Lis-Kula (28 II – 7 III 1919)
- mjr Jan Kazimierz Kruszewski (12 III – 4 VIII 1919)
- mjr Władysław Dragat (p.o. 5 VIII 1919 – 8 III 1920)
- ppłk Jan Kazimierz Kruszewski (8 III – 8 VII 1920)
- ppłk Stanisław Józef Kozicki (8 VII – 16 VIII 1920[62])
- kpt. Zygmunt Wenda (p.o. 16 VIII – 8 IX 1920)
- płk piech. Jan Kazimierz Kruszewski (8 IX 1920 – 14 IX 1926 → dowódca piechoty dywizyjnej 1 DP Leg.)
- płk piech. Michał Pakosz (14 IX 1926 – 28 III 1928 → dowódca piechoty dywizyjnej 1 DP Leg.)
- ppłk dypl. Bolesław Krzyżanowski (28 III 1928 – I 1930 → I oficer sztabu Inspektoratu Armii gen. Stefana Dąb-Biernackiego)
- ppłk dypl. piech. Zygmunt Wenda (p.o. od I 1930 i dowódca III 1932 – 7 IV 1934 → oficer do zleceń Generalnego Inspektora Sił Zbrojnych)
- ppłk / płk piech. Aleksander Stawarz (7 IV 1934 – XI 1935 → dowódca 12 pp)
- płk dypl. piech. Kazimierz Burczak (XI 1935 – 20 IX 1939)
- ppłk piech. Jan Kasztelowicz (20 – 23 IX 1939)

Zastępcy dowódcy pułku
- ppłk piech. Michał Pakosz (10 VII 1922 – 5 I 1923 → dowódca 33 pp)
- mjr / ppłk piech. Janusz Dłużniakiewicz (9 III 1923[63] – X 1926 → dowódca 33 pp)
- ppłk piech. Lucjan Bornstaedt (XI 1928 – 5 X 1929 → zastępca dowódcy 5 pp Leg.)
- ppłk dypl. piech. Zygmunt Wenda (5 X 1929 – 1931)
- ppłk dypl. piech. Kazimierz Burczak (p.o. 1931 – III 1932)
- ppłk piech. August Emil Fieldorf (III 1932 – XI 1935 → dowódca Baonu KOP „Troki”)
- ppłk dypl. Bogdan Alfons Szeligowski (1939)

### Żołnierze 1 pułku piechoty – ofiary zbrodni katyńskiej
Biogramy zamordowanych oficerów znajdują się na stronie internetowej Muzeum Katyńskiego
| Nazwisko i imię        | stopień         | zawód             | miejsce pracy przed mobilizacją | zamordowany |
| ---------------------- | --------------- | ----------------- | ------------------------------- | ----------- |
| Baniewicz Henryk       | ppor. rez.      | urzędnik          | gimnazjum w Lidzie              | Katyń       |
| Bieńkuński Mieczysław  | ppor. rez.      | technik           |                                 | Katyń       |
| Chociłowski Władysław  | ppor. rez.      |                   |                                 | Katyń       |
| Gołedziowski Czesław   | por. rez.       | inżynier          | Dyr. PKP w Wilnie               | Katyń       |
| Gudaczewski Stefan     | ppor. rez.      | handlowiec        |                                 | Katyń       |
| Jabłoński Mikołaj      | kapitan         | żołnierz zawodowy | dowódca 9/1 pp Leg.             | Katyń       |
| Koleśnik Leon          | ppor. rez.      |                   |                                 | Katyń       |
| Kozłowski Flawiusz     | ppor. rez.      | student USB       |                                 | Katyń       |
| Krupiński Michał       | ppor. rez.      | mierniczy         | podkomisarz ziemski w Brasławiu | Katyń       |
| Ławrynowicz Seweryn    | ppor. rez.      |                   | z-ca architekta Radomska        | Katyń       |
| Nowicki Justyn         | ppor. rez.      | urzędnik          |                                 | Katyń       |
| Okulicz Anatoliusz     | ppor. rez.      | urzędnik          | PKP w Białymstoku               | Katyń       |
| Pieńczykowski Jan      | por. rez.       | prawnik           |                                 | Katyń       |
| Postolka Tomasz        | ppor. rez.      |                   | Urząd Skarbowy w Warszawie      | Katyń       |
| Puhaczewski Jan        | ppor. rez.      | prawnik           |                                 | Katyń       |
| Rymaszewski Zenon      | ppor. rez.      | technik           |                                 | Katyń       |
| Skinder Wacław         | ppor. rez.      | nauczyciel        | szkoła w Czebotarach            | Katyń       |
| Skindzier Czesław      | ppor. rez.      | nauczyciel        |                                 | Katyń       |
| Skowronek Stanisław    | ppor. rez.      | nauczyciel        | szkoła specjalna w Wilnie       | Katyń       |
| Songin Leon            | ppor. rez.      | technik ogrodnik  | folwark Podbrzozy               | Katyń       |
| Stankiewicz Antoni     | ppor. rez.      | technik ogrodnik  |                                 | Katyń       |
| Staszewicz Bronisław   | ppor. rez.      |                   | pracował w Warszawie            | Katyń       |
| Sylwestrowicz Bohdan   | podporucznik    | żołnierz zawodowy | 1 pal?                          | Katyń       |
| Szczuka Stanisław      | ppor. rez.      | absolwent USB     |                                 | Katyń       |
| Sztajnert Anzelm       | ppor. rez.      | nauczyciel        | szkoła w Wilnie                 | Katyń       |
| Średziński Mieczysław  | por. rez.       |                   | Sąd Okręgowy w Lidzie           | Katyń       |
| Teszner Karol Paweł    | por. rez.       | absolwent UJK     |                                 | Katyń       |
| Artke Kazimierz        | ppor. rez.      | prawnik, mgr      |                                 | Charków     |
| Bielański Bolesław     | por. rez.       | księgowy          |                                 | Charków     |
| Dobrzyński Michał      | por. rez.       | inżynier          | Bank Gospodarstwa Krajowego     | Charków     |
| Mękarski Jerzy         | ppor. rez.      | inżynier chemik   | Tow. Przemysłu Chem.-Farmaceut. | Charków     |
| Ozolin Mikołaj         | ppor. rez.      | nauczyciel        |                                 | Charków     |
| Stecki Mirosław        | ppor. rez.      |                   |                                 | Charków     |
| Tomaszewski Aleksander | major w st. sp. | nauczyciel, dr    | dyr. gimnazjum w Warszawie      | Charków     |
| Burczak Kazimierz      | płk dypl.       | żołnierz zawodowy | dowódca 1 pp Leg.               | Charków     |
| Grabowski Włodzimierz  | major           | żołnierz zawodowy | dowódca I/1 pp Leg.             | Kalinin     |
| Polak Tomasz           | kapitan         | żołnierz zawodowy | dowódca 1/1 pp Leg.             | Kalinin     |

## Symbole pułku

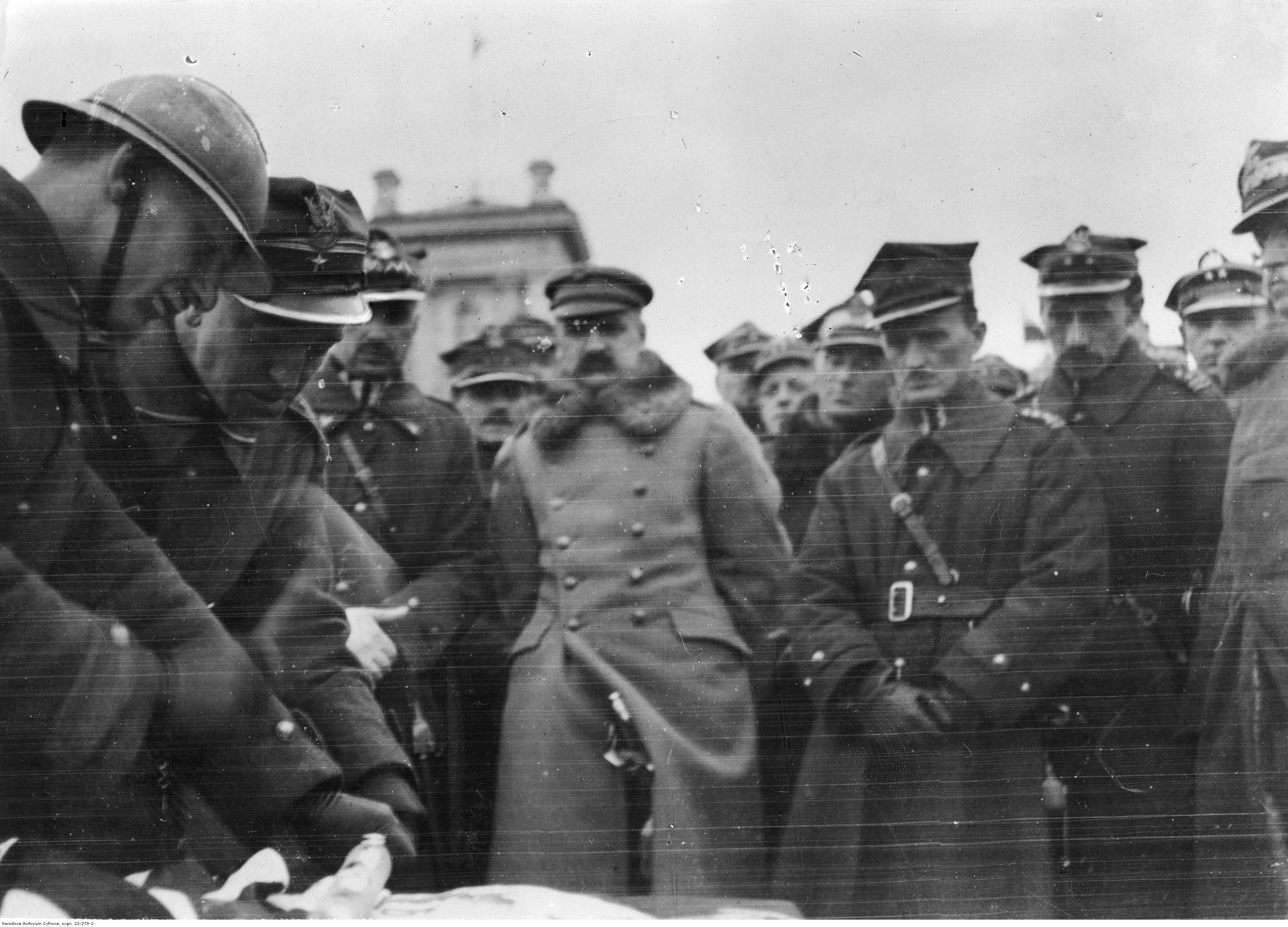
Wręczenie sztandarów 1 i 6 Pułkowi Piechoty Legionów przez marszałka Józefa Piłsudskiego; Wilno, 1 listopada 1922

### Sztandar
W swojej historii pułk posiadał trzy sztandary. Pierwszy ufundowany przez Polonię z Chicago, drugi wręczony w 1919 staraniem mieszkańców Wilna. 1 listopada 1922 na placu Łukiskim w Wilnie marszałek Józef Piłsudski wręczył jego żołnierzom nowy sztandar, ufundowany przez Stowarzyszenie Polskie miasta Meriden w Stanach Zjednoczonych, dzięki staraniom księdza kapelana Franciszka Tyczkowskiego, który od 1919 był kapelanem 1 pułku piechoty Legionów.

### Odznaka pamiątkowa
Pierwszą odznaką pułkową była odznaka „Za wierną służbę”. Naczelny Wódz zezwolił na jej noszenie rozkazem nr 40 z 5 maja 1920 roku.
Druga odznaka była łudząco podobna do odznak 5. i 6 pułku piechoty Legionów. Została zatwierdzona Dziennikiem Rozkazów Ministerstwa Spraw Wojskowych nr 20, poz. 196 z 21 czerwca 1929.  Środek odznaki wypełnia miniatura odznaki I Brygady Legionów Polskich „Za Wierną Służbę”. Od miniatury odbiegają cztery wici, strzały wzorowane na pieczęci kanonika wrocławskiego Zbrosława z 1276 oraz cztery tarcze – topory z cyfrą pułkową. Wymiary: 34x34 mm. Projekt: Bronisław Sylwin Kencbok; wykonanie: Adam Nagalski z Warszawy.
Oznaka żałobna
26 czerwca 1935 roku Minister Spraw Wojskowych „w celu uczczenia i utrwalenia pamięci Marszałka Józefa Piłsudskiego [...] ustanowił stałą oznakę żałobną.” Oznakę stanowiła czarna obwódka, średnicy 3 mm, złożona z podwójnego czarnego sznura – jedwabnego u oficerów i podoficerów zawodowych, a bawełnianego u szeregowców i kadetów – przyszyta do krawędzi lewego naramiennika kurtki i płaszcza, i noszona stale w służbie i poza służbą do wszystkich rodzajów ubioru wojskowego. Od 1938 roku oznakę żałobną nosili też żołnierze 1 ppLeg.